# Édouard de Bièfve

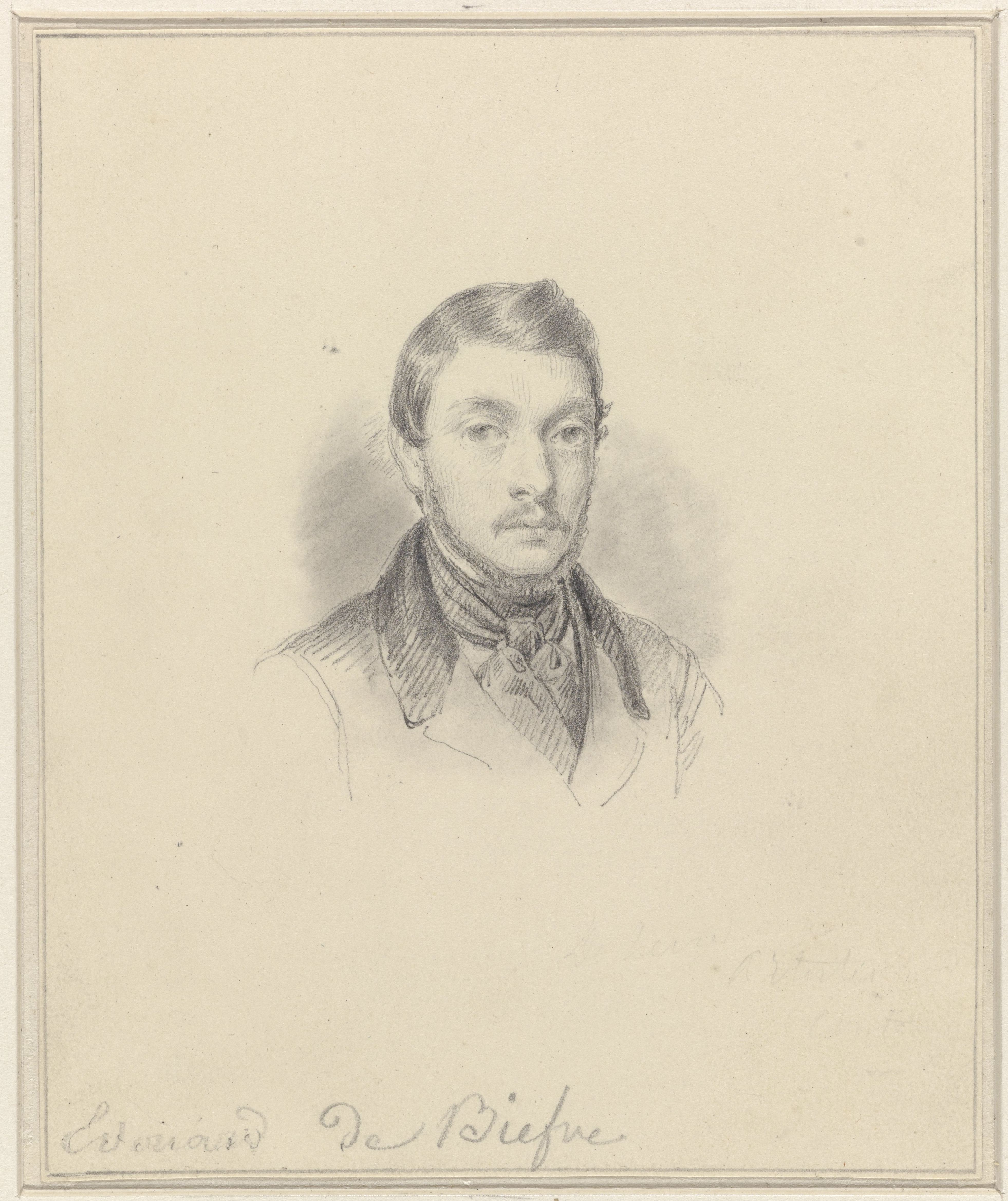
Edouard de Bièfve, självporträtt.

Édouard de Bièfve, född den 4 december 1808 i Bryssel, död där den 7 februari 1882, var en belgisk historiemålare.

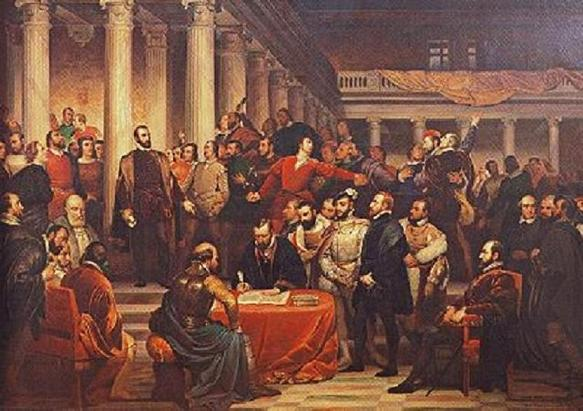
Den nederländska adelns kompromiss.

Bièfve studerade först vid konstakademien i sin hemstad och för Joseph Paelinck, sedan under tio år i Paris och var därefter bosatt i hemstaden Bryssel. Genom sin stora, koloristiskt livfulla historiemålning Den nederländska adelns kompromiss 1566, vilken tillsammans med en duk av Louis Gallait sändes ut på en rundresa genom Tyskland 1842, fick han stor betydelse för tysk och nordisk konst.